# Pycnonemosaurus
Pycnonemosaurus (Pycnonemosaurus nevesi), que significa Lagarto da floresta espessa, era um terópode carnívoro da família Abelisauridae, estimativas iniciais colocavam o Pycnonemosaurus como tendo um comprimento de 7 m, porém analises posteriores mostravam que o animal era muito maior com cerca de 9 metros de comprimento e cerca de 3-3,5 metros altura, esta nova estimativa de tamanho faz do Pycnonemosaurus o maior membro formalmente descrito da família Abelisauridae até agora.  Foi encontrado no Brasil, no estado do Mato Grosso e viveu durante o Cretáceo Superior. Os fósseis encontrados são apenas fragmentos: cinco dentes incompletos, partes de sete vértebras caudais, a parte distal de um púbis direito, uma tíbia direita e a articulação distal da fíbula direita. Provavelmente predava os Titanosauridae: Maxakalisaurus topai e Trigonosaurus pricei.

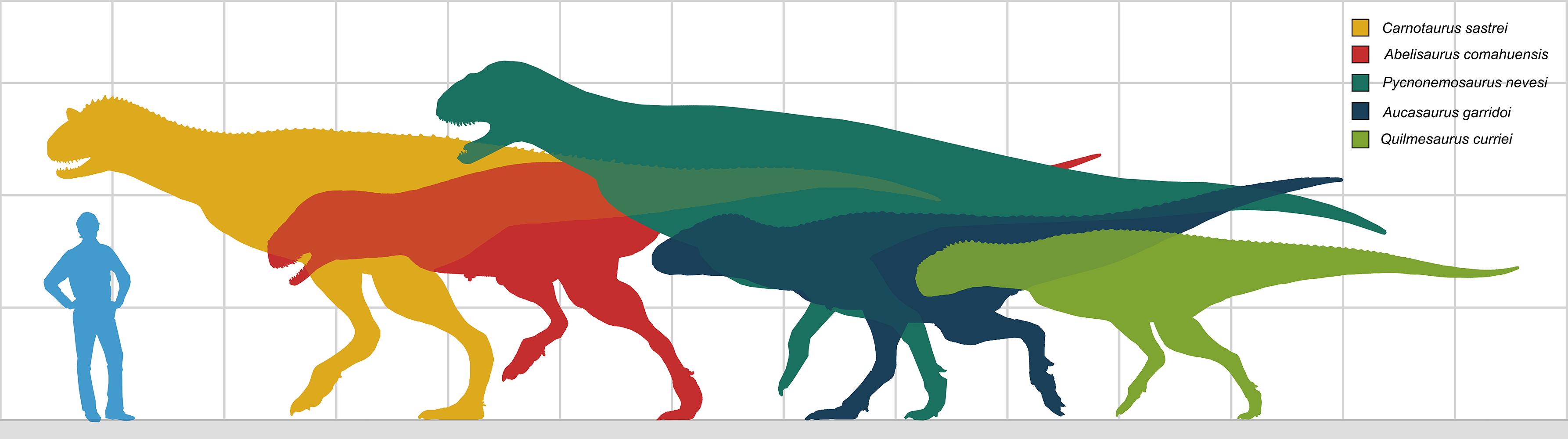
comparação de tamanho do Pycnonemosaurus com outros Terópodes relacionados: da esquerda para a direita Carnotaurus, Abelisaurus, Pycnonemosaurus, Aucasaurus e Quilmesaurus

Ele vivia na região aonde é hoje a Bacia de Bauru, onde além dele existiam outras espécies de Abelisauridae como exemplo o Abelisaurus, que também foi identificado na Argentina. Além dos Abelisauridae existiam dinossauros Saurópodes, os Titanosauridae, que serviam de alimentos para esses dinossauros predadores.

## Caça
Esse dinossauro como outros Abelisauridae tinham crânios curtos e altos, que favorecia uma mordida potente, que feria gravemente suas presas, seus crânios também favoreciam na hora de prender e mover a cabeça violentamente fazendo com que quebre o pescoço da vítima, más os Titanosauridae que eram suas presas tinham uma proteção no dorso e no pescoço, para se proteger de predadores.
Outro método deste dinossauro era que ele poderia caçar em bandos, o que fazia compensar o seu tamanho não muito grande, além de que na sua boca continham pedaços dos restos de refeições oque fazia com que sua boca tivesse bactéria, com que quando mordesse sua presa, poderia infecciona-la, fazendo com que ela viesse a morte.